# František Ventura
František Ventura (n. 27 octombrie 1895, Vysoké Mýto⁠(d), Pardubice, Cehia – d. 2 decembrie 1969, Praga, Cehoslovacia) a fost un sportiv ce a reprezentat Cehoslovacia, medaliat olimpic. A participat la o ediție a Jocurilor Olimpice (1928) în care a câștigat o medalie de aur.

## Participări
Lista de mai jos prezintă principalele competiții la care a participat František Ventura de-a lungul carierei.
- equestrian at the 1928 Summer Olympics – individual jumping[*]